# 柴原恒雄
柴原 恒雄（しばはら つねお、1917年（大正6年）1月1日 - 1975年（昭和50年）3月30日）とは、日本の男子飛込競技選手。1936年ベルリンオリンピックに出場した。

## 経歴
1917年1月1日、石川県金沢市に生まれる。日本大学第三中学校を卒業後、日本大学に入学し、東京都目黒区に暮らした。1933年の全日本選手権飛板飛込で139.78点を記録し優勝、翌年の同大会でも飛板飛込で125.68点を記録し優勝した。更に1935年の同大会でも飛板飛込で優勝している。同年に開催された日米対抗試合ではリチャード・デゲナーに次いで2位の成績を収めた。デゲナーのコーチであったキングストンは、デゲナーは9点の技を1つしか成功させていないのに対し柴原は2つ成功させているので、柴原はアメリカ合衆国の選手だったとしても国内で2位か3位は取れる実力であろうと評している。同年8月7日の大日本体育協会の委員会で翌年のベルリンオリンピックの飛込競技における日本代表として内定し、それまでの2、3年で急激に実力を伸ばしていたために期待できる選手だとされた。ベルリンオリンピックでは飛板飛込と高飛込の両方に出場し、飛板飛込で144.92点を獲得し4位、高飛込で107.40点を獲得し6位の成績を収めた。同年と1938年の全日本選手権では飛板飛込と高飛込の両方で優勝し、1939年には飛板飛込のみで、1940年には高飛込のみで優勝した後、1942年には再び両方で優勝している。この間、1938年には耳を傷めたが、氷嚢を天井から吊り下げて耳に当てることで直している。1940年に日本大学商経学部を卒業した。1943年から1945年の大会の休止を挟み、1946年の全日本選手権では再び飛板飛込で優勝し、1947年と1948年の大会では飛板飛込と高飛込の両方で、1952年の大会では高飛込のみで優勝している。その後は日本水泳連盟常任理事、横浜護謨製造仙台支店長などを務め、1954年アジア競技大会では飛込競技のコーチを務めた。1975年3月30日6時25分、東京都港区の病院で原発性心筋症により58歳で死去し、4月1日に告別式が行われた。